# ブーシュヤンスター
ブーシュヤンスター(Būšyąstā)は、ゾロアスター教に伝わる女悪魔。
両手両足がとても長い姿をしているという。
眠っている人間に眠気を吹き込み、酷い怠け者にしてしまうとされている。
ちなみに、ゾロアスター教では、早起きする人間は天国にいけるといわれる。